# Il cappello a tre punte (balletto)
Il cappello a tre punte (titolo in spagnolo: El sombrero de tres picos; in francese: Le tricorne) è un balletto in un atto del compositore spagnolo Manuel de Falla, su libretto di Gregorio Martínez Sierra, tratto dall'omonimo romanzo di Pedro Antonio de Alarcón. Composto su commissione di Sergej Diaghilev, fu rappresentato per la prima volta al teatro Alhambra di Londra il 22 luglio 1919 con coreografia di Léonide Massine e scenografie di Pablo Picasso.

## Storia

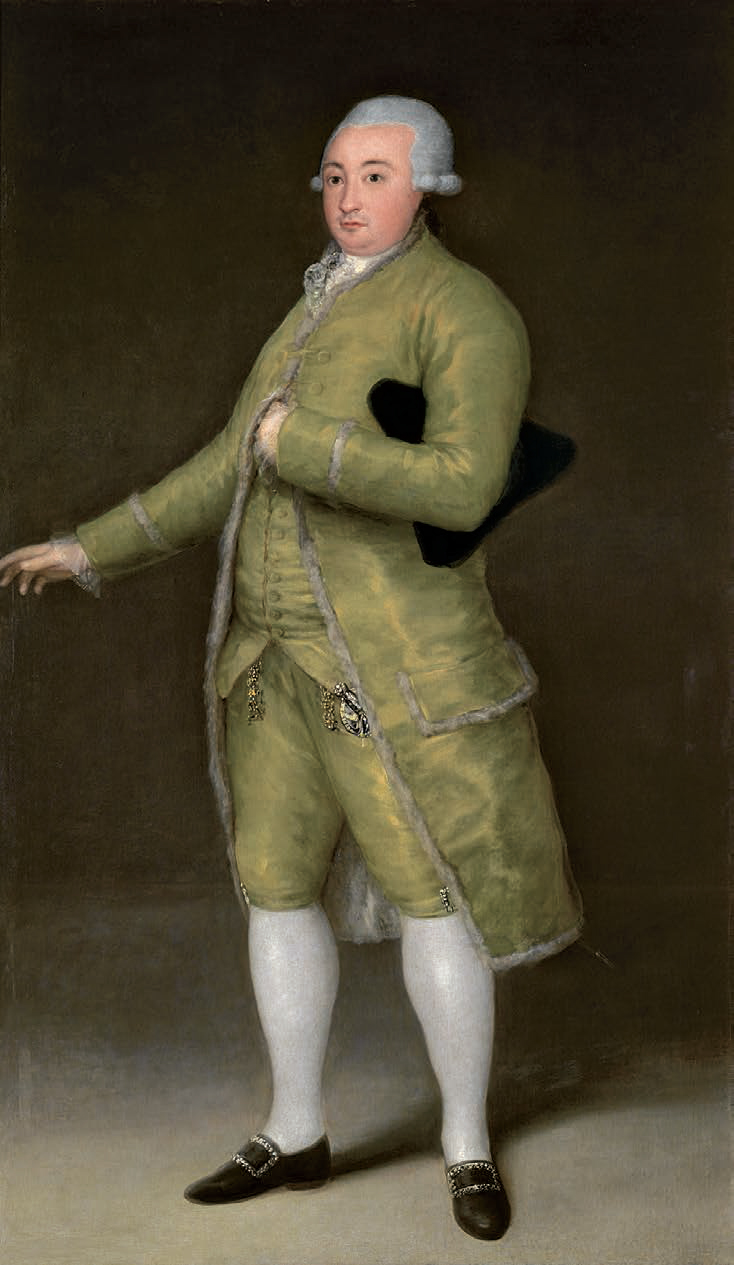
Goya, dignitario spagnolo con un cappello a tre punte sotto il braccio (1788)

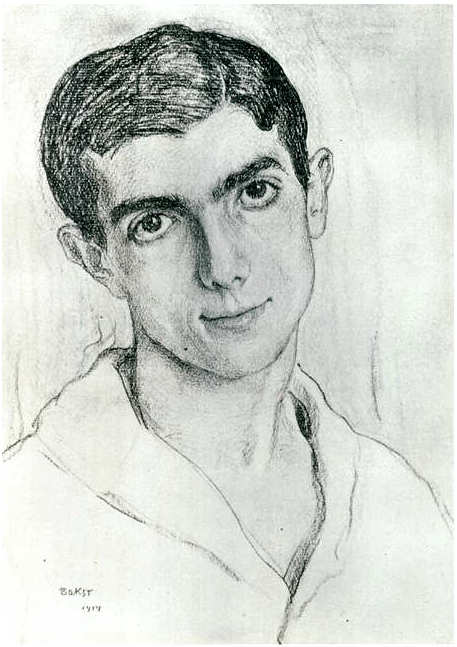
Bakst, ritratto di Léonide Massine, coreografo e primo ballerino (1914)

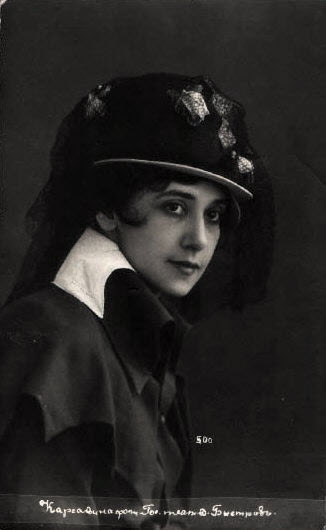
Foto di Tamara Platonovna Karsavina (1910)

Il cappello a tre punte di Pedro Antonio de Alarcón, un romanzo avente per soggetto le divertenti conseguenze dell'infatuazione di un Corregidor per la moglie fedele di un mugnaio, è considerato il capolavoro della narrativa spagnola del XIX secolo. Pubblicato nel 1874 ha ispirato a sua volta numerosi lavori teatrali quali l'opera in quattro atti di Hugo Wolf Il Corregidor del 1896.
Verso il 1915, dopo il successo ottenuto da El amor brujo, l'impresario Djagilev commissionò a Manuel de Falla un balletto di ambiente spagnolo per la sua compagnia dei Balletti russi. Poiché durante la prima guerra mondiale la compagnia di Djagilev sospese l'attività, de Falla compose una pantomima in due scene per piccola orchestra da camera intitolata El Corregidor y la Molinara, che fu rappresentata nel 1917 al Teatro Eslava di Madrid diretta da Joaquín Turina. Finita la guerra e superata la crisi, Djagilev tornò alla carica commissionando a De Falla un balletto con lo stesso soggetto. De Falla trasformò la pantomima in balletto lasciando pressoché inalterata la partitura della prima scena, ma modificando profondamente la seconda con l'inserimento di danze e con la strumentazione per grande orchestra. La nuova partitura fu eseguita dapprima sotto forma di concerto a Madrid il 17 giugno 1919 con l'Orchestra filarmonica di Madrid diretta da Bartolomé Pérez Casas; il balletto fu messo in scena il 22 luglio dello stesso anno sul palcoscenico dell'Alhambra Theatre di Londra diretta da Ernest Ansermet, con scenografia di Pablo Picasso, coreografia di Léonide Massine. Quest'ultimo ne fu anche il protagonista maschile accanto a Tamara Platonovna Karsavina.

## Struttura
La musica si articola in otto sezioni principali, suddivise in un'introduzione e due parti (atti), con alcune scene di raccordo:
Introduzione
Parte I
1. Introducción (Introduzione)
2. La tarde (Il pomeriggio)
3. Danza de la molinera (Danza della moglie del mugnaio) – Fandango
4. Las uvas (L’uva)

Parte II
1. La noche (La notte): Danza de los vecinos (Danza dei vicini) – Seguidillas
2. Danza del Molinero (Danza del mugnaio) – Farruca; Escena (Scena – Allegretto); Las coplas del cuco (Le coplas del cuculo – Notturno)
3. Danza del corregidor (Danza del corregidor) – Minué; Allegro
4. Danza final (Danza finale) – Jota

## Trama

### Scena prima
La vicenda si svolge a Guadix, un villaggio andaluso. Un mugnaio sta insegnando a un merlo a dire le ore. L'uccello è però riottoso: alle due , invece di emettere due fischi, ne emette tre. Seccato il mugnaio rimprovera l'uccello costringendolo a provare di nuovo; il merlo però fischia ora quattro volte. Il mugnaio si arrabbia. Sua moglie si avvicina al merlo e gli offre un acino d'uva; il merlo prende l'uva e finalmente fischia due volte. Il mugnaio e sua moglie scoppiano a ridere e si mettono al lavoro.
Poco dopo si avvicinano, per la passeggiata quotidiana, il Corregidor della cittadina, sua moglie e una guardia. Il mugnaio e la moglie li osservano e, dopo che i tre si sono allontanati, ritornano al lavoro. Poco dopo si sentono i passi del Corregidor, che sta tornando indietro; il mugnaio fa capire alla moglie che si nasconderà per giocare un tiro mancino al magistrato. Difatti il Corregidor vede la moglie del mugnaio ballare da sola un travolgente fandango. Terminata la danza, il Corregidor offre alla donna dell'uva. La mugnaia scappa, inseguita dal Corregidor; ma, quando quest'ultimo sta per raggiungerla, il mugnaio salta fuori dal cespuglio nel quale si era nascosto e si mette a inseguire il magistrato armato di bastone. La mugnaia ritorna al lavoro.

### Scena seconda
È notte. Nell'abitazione del mugnaio si svolge una festa danzante. Le danze sono però interrotte dall'arrivo della guardia venuto ad arrestare il mugnaio con false accuse. Dopo che il mugnaio è stato portato via, gli ospiti se ne vanno ad uno ad uno e la mugnaia va a dormire. Il Corregidor si avvia verso il mulino; ma per via casca in un fosso e si presenta al mulino tutto inzuppato. La moglie del mugnaio si sveglia, comprende le intenzioni del Corregidor nei suoi confronti e scappa via in cerca di aiuto.
Il Corregidor si spoglia, appende ad asciugare i vestiti bagnati ai rami di un albero e si corica nel letto del mugnaio. Nel frattempo il mugnaio, scappato dalla prigione, torna alla sua abitazione e vede il Corregidor nel suo letto. Credendo di essere stato tradito dalla moglie, il mugnaio indossa i vestiti del Corregidor e corre a casa di quest'ultimo deciso a vendicarsi seducendo a sua volta la moglie del magistrato. Giunge al mulino la guardia alla ricerca del mugnaio; vede il Corregidor con gli abiti del mugnaio e, scambiandolo per quest'ultimo, si accinge a portarlo nuovamente in prigione. In quel frangente ritorna la moglie del mugnaio la quale, credendo che la guardia stia arrestando il marito, si scaglia contro quest'ultimo. Giunge anche il mugnaio abbigliato ancora da Corregidor e accompagnato dai vicini. Il mugnaio si avventa dapprima contro la guardia, poi contro il Corregidor che viene bastonato. Il magistrato riesce a spiegare tutta la vicenda: gli sposi si riappacificano e gli altri ospiti danno origine a una danza collettiva, una frenetica jota, nel corso della quale il Corregidor viene scagliato più volte in alto per mezzo di una coperta.

## Musica
Manuel de Falla era stato allievo di Felipe Pedrell, il massimo teorico del recupero del patrimonio musicale popolare spagnolo. Giunto a Parigi nel 1907, visse a contatto e in amicizia con i maggiori esponenti della vita culturale del primo '900 in Francia (Dukas, Debussy, Ravel, Stravinsky, ecc.) e fu tra i fondatori della Société musicale indépendante, una associazione sensibile alla musica da camera. Tornato in Spagna per lo scoppio della prima guerra mondiale, studiò il patrimonio folklorico spagnolo, che nel recente passato aveva suscitato interesse in Francia come esempio di esotismo arabeggiante. Nelle opere successive De Falla rielaborò il folklore spagnolo alla luce della moderna cultura europea del primo novecento, cogliendone la profondità, più che l'esotismo, in una sorta di "neoclassicismo" personale. Il cappello a tre punte ne è un esempio paradigmatico: la partitura è ricca di temi che riecheggiano la musica popolare andalusa, però con una orchestrazione raffinata e caratterizzata da una misura cameristica, o quasi. Esempi di questo patrimonio folklorico rivisitato nel balletto sono il fandango fra i due coniugi nella prima scena e la jota finale. Nella partitura vi appare anche il canto: due cante jondo per mezzosoprano. Nella tradizione andalusa il cante jondo era un canto spesso triste associato al flamenco; nel Cappello a tre punte il cante jondo, accompagnato dal suono delle nacchere e dal battere ritmico delle mani, assume un carattere lieto.